# Stare Przybojewo
Stare Przybojewo – wieś sołecka w Polsce położona w województwie mazowieckim, w powiecie płońskim, w gminie Czerwińsk nad Wisłą.
W latach 1975–1998 miejscowość administracyjnie należała do województwa płockiego.
Od XVI w. Przybojewo należało do rodziny Górskich z Górek herbu Bożawola. W 1570 r. nabył tę wieś od ówczesnej właścicielki Maciejewskiej Marcin z Górek, podczaszy ciechanowski. W drugiej połowie XVIII wieku dziedzicem Przybojewa był Nereusz Ostaszewski h. Ostoja, poseł na Sejm Czteroletni, a następnie jego syn Józef Ostaszewski (1800–1851). W drugiej połowie XIX w. wieś należała do rodziny Dębskich herbu Prawdzic.